# Claes Munck af Rosenschöld
Claes Gunnar Munck af Rosenschöld, född den 12 januari 1917 på villa Sundöre, död den 31 augusti 2005 på samma plats, var en svensk advokat. Han var son till borgmästaren August Munck af Rosenschöld av adelsätten Munck af Rosenschöld och hans hustru med. kand. Elisabeth Munck af Rosenschöld, född i släkten von Sydow.
Claes Munck af Rosenschöld avlade 1935 studentexamen vid Landskrona högre allmänna läroverk och därefter vidtog juridikstudier i Lund med avbrott för militärtjänstgöring på I6 i Kristianstad, där han blev reservofficer med kaptens grad. Jur.kand.-examen avlade han 1945. Sedan följde tingstjänstgöring på olika domsagor i Skåne och fiskal i Hovrätten blev han 1948.
Han gifte sig 1947 med fil. kand. Dagmar Carlstén från Malmö och de fick fyra barn: Gabriel, Elisabeth, Kristina och Viveka. De första åren var familjen bosatt i Malmö, men från 1950 i Landskrona.
Medlem i Advokatsamfundet blev Claes Munck af Rosenschöld 1952 då han också öppnade advokatkontor i Landskrona som han drev fram till år 2000. Inom det politiska livet i Landskrona, representerande moderaterna, blev Munck af Rosenschöld snabbt engagerad. Han blev bl.a. vice ord. i stadsfullmäktige och medlem i drätselkammaren 1955 samt ledamot i ett flertal kommunala nämnder och bolag genom åren där, bland annat AB Landskronahem. Även i det privata näringslivet var han engagerad i styrelser till exempel SEB och AB Bergsöe. Han kampanjade för den kortvariga borgerliga samlingslistan Medborgerlig samling (MbS) på 1960-talet.
Claes var under hela livet mycket idrottsintresserad och framför allt inom fotboll. Han var själv i ungdomen aktiv som målvakt. Först i IK Atleten och sedan i Landskrona BoIS. År 1964 blev han ordförande i Landskrona BoIS och ledde laget under 16 år och under dessa år förde han upp klubben till Allsvenskan. Han var också med och startade Landskrona golfklubb och var dess ordförande under åren 1960–1981.
Claes Munck af Rosenschöld var också engagerad i Sankt Knuts Gille i Landskrona sedan föreningens återuppväckande 1944 fram tills att han avled. Han hade olika befattning i Gillets Styrande Råd, men också som ceremonimästare, ett uppdrag som han hade under många år. Tillsammans med hustrun Dagmar blev han navet kring vilket allt roterade i föreningen, och de tillsammans den sammanhållande länken genom året i Gillet. Makarna vilar på Landskrona kyrkogård.